# 山梨県道・神奈川県道522号棡原藤野線

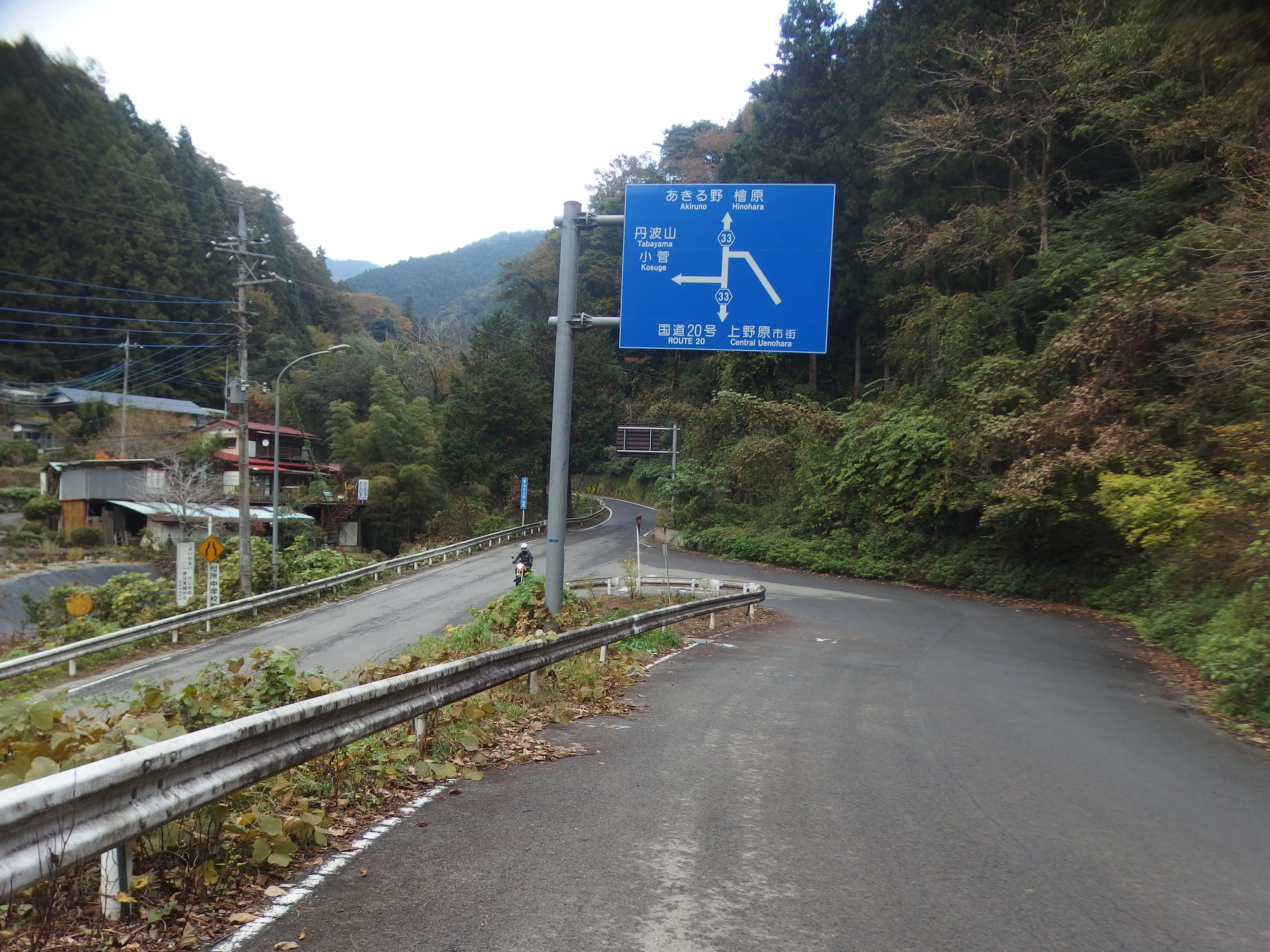
起点（上野原市棡原）

山梨県道・神奈川県道522号棡原藤野線（やまなしけんどう・かながわけんどう522ごう ゆずりはらふじのせん）は、山梨県上野原市の棡原（ゆずりはら）地区とと神奈川県相模原市の旧藤野町を結ぶ一般県道。神奈川県道としては、521号と並んで県内最北に位置する。

## 概要

### 路線データ
- 総延長：11.5km
- 起点：山梨県上野原市棡原（山梨県道33号上野原あきる野線接続）
- 終点：神奈川県相模原市緑区小渕 藤野総合事務所前交差点（国道20号接続）
- 認定年月日：1967年（昭和42年）6月5日

## 路線状況

### 重複区間
- 神奈川県道521号佐野川上野原線（相模原市緑区佐野川字下岩 - 佐野川字上河原）

### 道路施設
トンネル
- 棡原トンネル
- 沢井隧道

橋梁
- 中里大橋

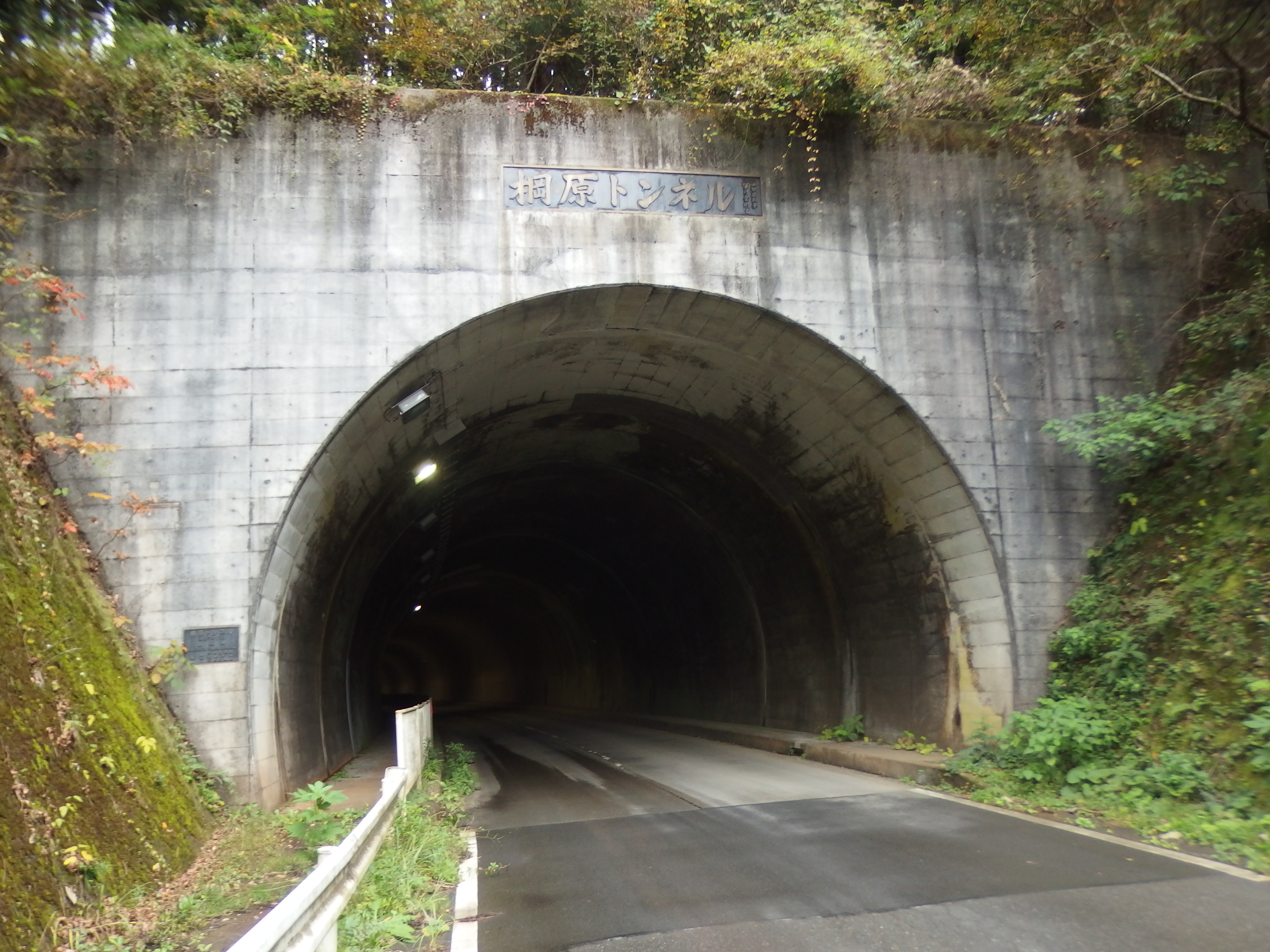
棡原トンネル（上野原市棡原）
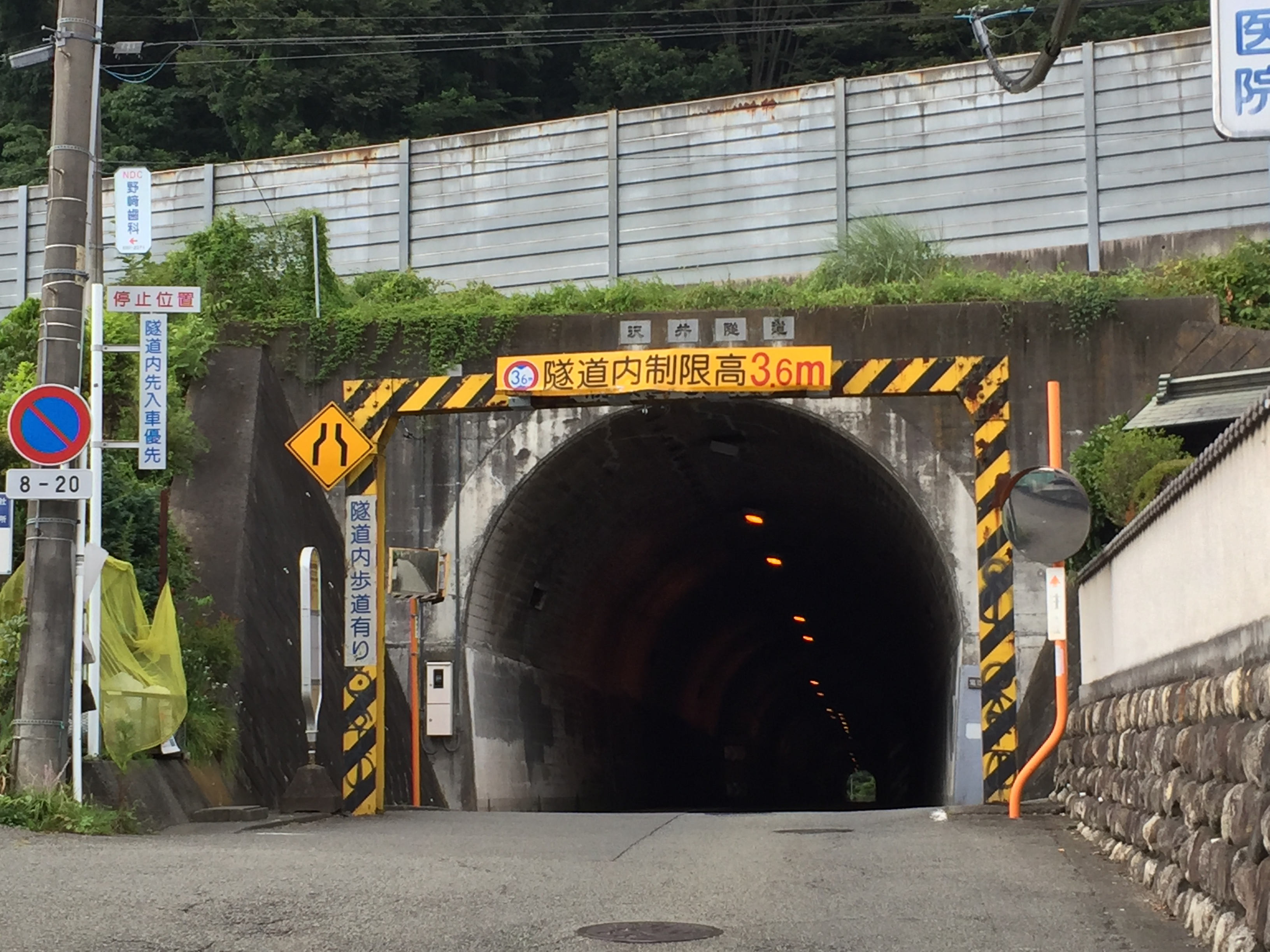
沢井隧道（相模原市緑区小渕）。中央自動車道をくぐる上に隧道内で幅員が減少する。路線バスも通過する。

## 地理

### 通過する自治体
- 山梨県上野原市 - 神奈川県相模原市（緑区）

### 交差する道路
- 山梨県道33号上野原あきる野線（起点）
- 神奈川県道521号佐野川上野原線（相模原市緑区佐野川字下岩）
- 神奈川県道521号佐野川上野原線（相模原市緑区佐野川字上河原）
- 国道20号（終点）

## 周辺
- レイク相模カントリークラブ
- 上野原カントリークラブ
- 相模原市藤野総合事務所
- 藤野駅

## 画像

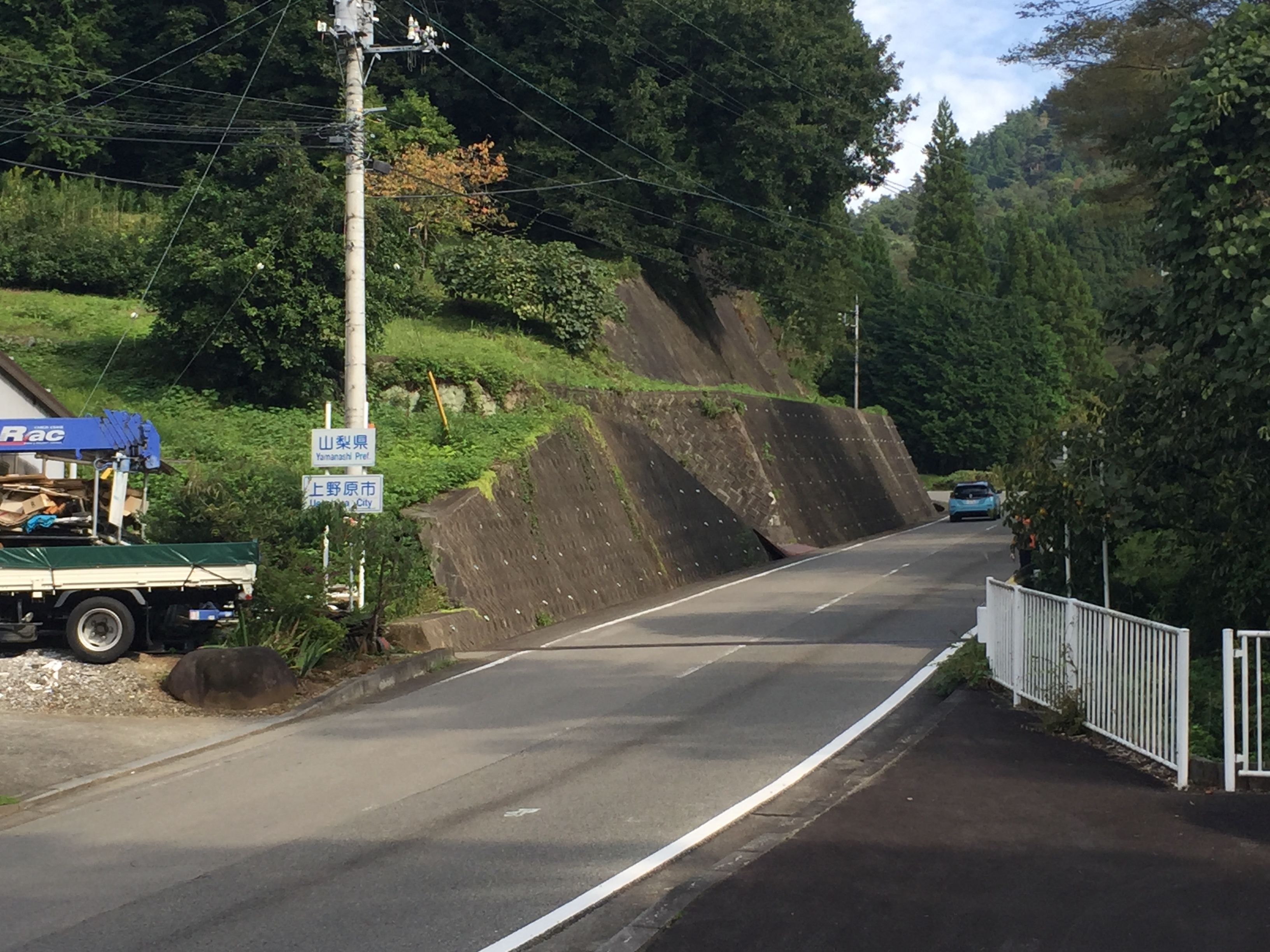
山梨県（上野原市上野原）・神奈川県（相模原市緑区佐野川）境
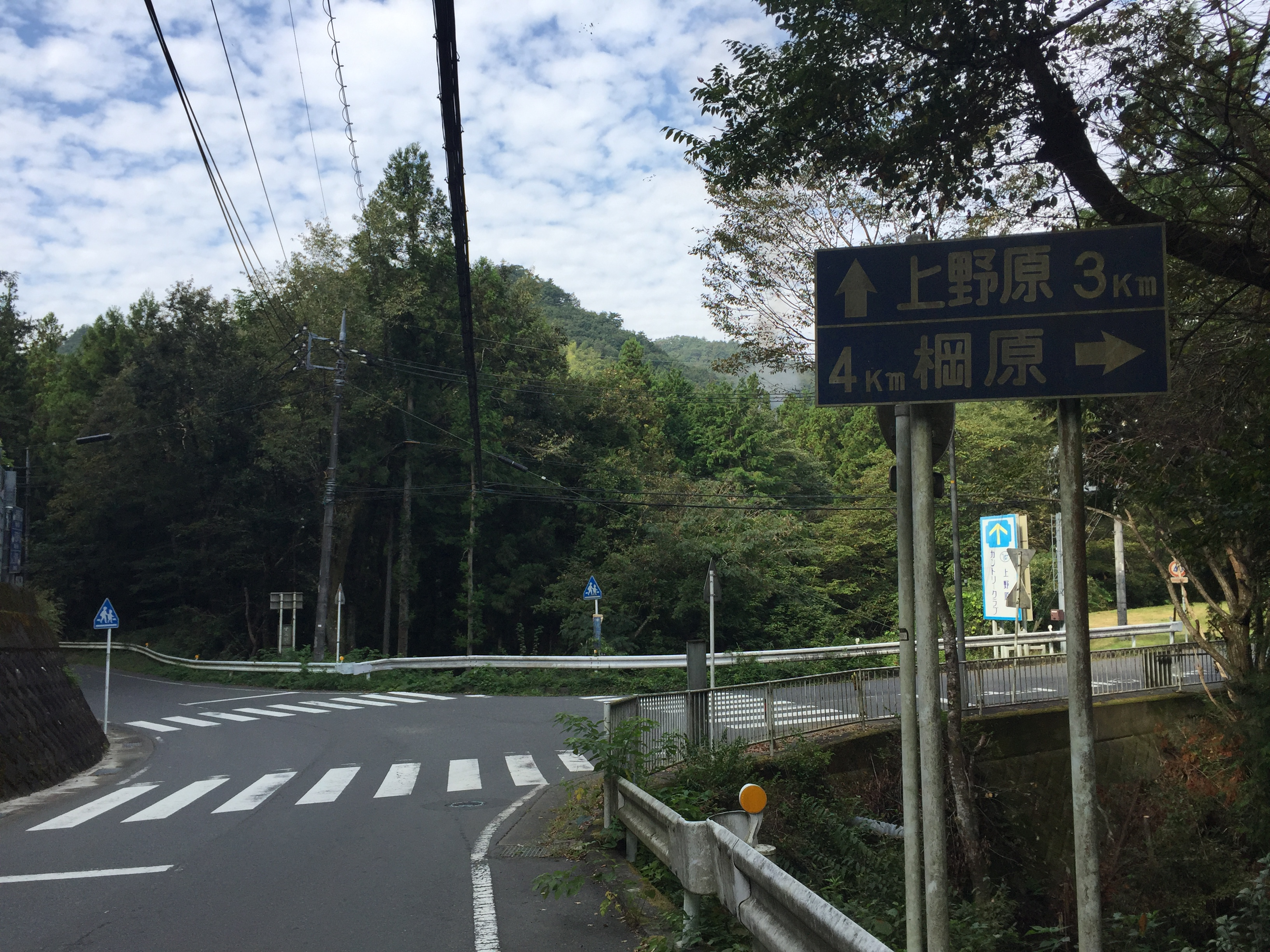
県道521号との交点（相模原市緑区佐野川字下岩、沢井入口バス停付近）。県道521号の重複区間から右折して棡原方面へ向かう。
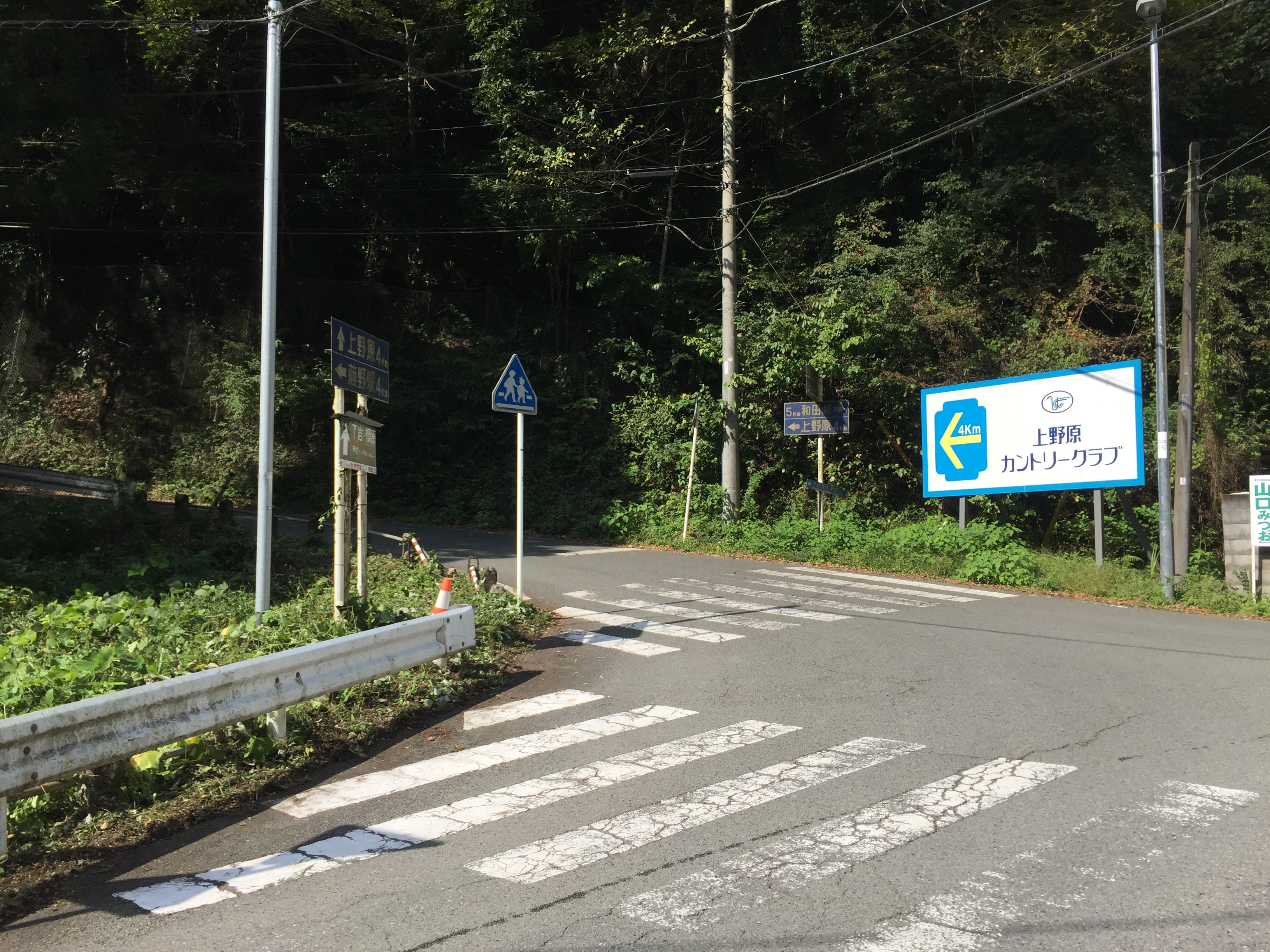
県道521号との交点（相模原市緑区佐野川字上河原、上河原バス停付近）。左方向へ向かい和田峠方面から来た県道521号と重複する。
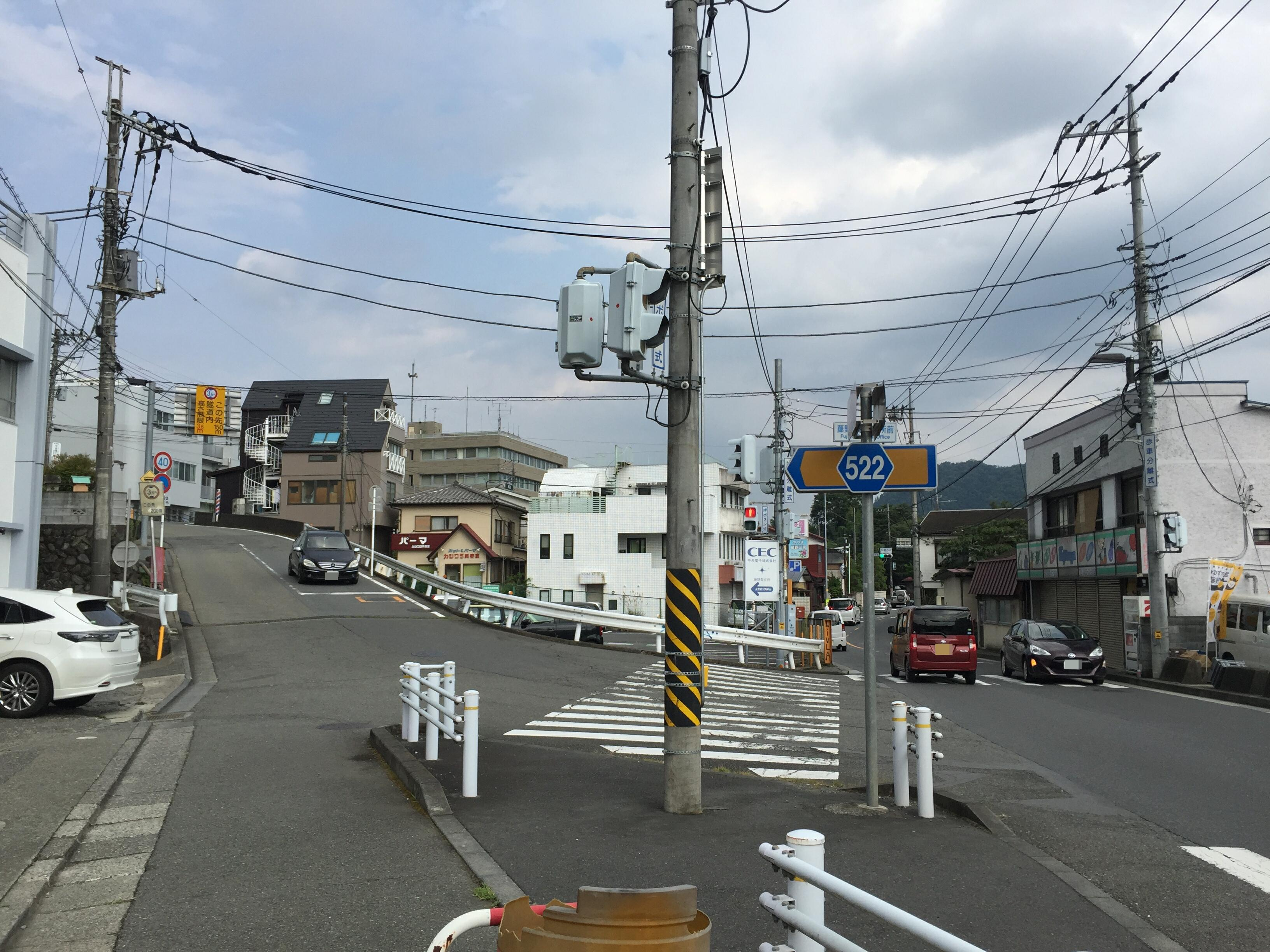
終点の藤野総合事務所前交差点（相模原市緑区小渕）。国道20号から左方向に分岐する。